# Čajanka za psa, mačka in papagaja
Čajanka za psa mačka in papagaja (2009) je šesta slikanica iz zbirke Cunjasta dvojčka, ki jo je napisala Tatjana Pregl Kobe. Prvič je izšla leta 2009 v Ljubljani pri založbi Edina. Ilustrirala jo je Marija Prelog.

## Kratka vsebina
Nekega jutra se cunjasta dvojčica Nina zbudi iz spanca in hitro ugotovi da Mihca in Sanje ni več v sobi, zato jo postane strah. Medtem ko Sanja hlipa se oglasi njena punčka in jo pomiri, da se strah boji svetlobe, zato se ne bo prikazal. Nato pa se izpod posteljic oglasijo »škratki Copatki«, in Nini predlagajo naj jim postreže čaj. Nina hitro vstane iz postelje, se obleče, počeše punčko in odhiti v kuhinjo. S punčko pripravita čaj in pogrneta mizo v igralnem kotičku. Ko se Nina, punčka, papagaj Telovaj, pes Timi in mačka Simba posedejo okrog mize v sobo vstopi Sanja in Nini pove, da sta z Mihcem pripravljala presenečenje. Nina pa ju je brez slabe vesti, vesela ker je premagala strah, povabila na čajanko.

## Predstavitev književnih oseb
V celotni zbirki je glavni književni osebi cunjasta dvojčica Nina. V slikanici Čajanka za psa mačka in papagaja (2009) se Nina sooča s strahom, ko se zjutraj zbudi in ugotovi da je v sobi čisto sama. Da strah ne obstaja in naj se zato ničesar ne boji, ji pove punčka z dolgimi lasmi. Škratje z imenom Copatki predlagajo Nini naj priredi čajanko in tako pozabi na strah. Čajanke se udeležijo tudi mačka Simba, pes Timi in papagaj Telovaj, ki vsi predstavljajo personificirane osebe.

## Analiza zgodbe
Čajanka za psa mačka in papagaja (2008) je kratka sodobna razlagalna pravljica. Dogajalni prostor je Sanjina soba, kuhinja in igralni kotiček. Zgodba poteka nekega jutra, ko se Nina zbudi iz spanca.
Sanja je majhna deklica, ki živi z bratom in s starši. Ima dva namišljena prijatelja. To sta cunjasta dvojčka Nina in Mihec, ki sta personificirana. Skupaj se igrajo in iščejo odgovore na različna vprašanja. Motiv namišljenega prijatelja pomeni osamljenost glavne književne osebe Sanje.
V zgodbi Čajanka za psa mačka in papagaja, se cunjasta dvojčica Nina sooča s strahom. Ker je še majhna deklica se boji teme, toda na pomoč ji prihiti punčka in škratje Copatki, ki Nini predlagajo naj se poveselijo in priredijo čajanko. Skupaj s papagajem, psom in mačkom priredijo čajanko in pozabijo na strah. Ko se domov vrne Sanja, Nini pove, da sta z Mihcen dopoldan pripravljala presenečenje, zato jima Nina odpusti in ju vesela, ker je premalagala strah, povabi na čajanko.